# 邵棠
邵棠（1452年—？），字民愛，直隸揚州府通州人，軍籍，明朝政治人物。

## 生平
成化十九年（1483年）癸卯科應天府鄉試第一百二十三名舉人。成化二十三年（1487年）中式丁未科會試第九十七名，二甲第五十二名進士。歷官南京户部郎中，弘治十七年（1504年）正月升陝西右參議，改湖廣右參議，正德四年閏九月升陝西左參政。

## 家族
曾祖邵克祥，千戶；祖父邵仲璣；父邵宗本，母桑氏。慈侍下。弟邵棐。